# Pieśń narodowa za pomyślność króla
Pieśń narodowa za pomyślność Króla (ros. Национальная песня о процветании короля), tytuł oryginalny: Hymn na rocznicę ogłoszenia Królestwa Polskiego z woli Naczelnego Wodza Wojsku Polskiemu do śpiewania podany (ros. Гимн к годовщине провозглашения Царства Польского вручил Войску Польскому Верховный Главнокомандующий) – oficjalny hymn Królestwa Polskiego od 1816 roku.

## Historia

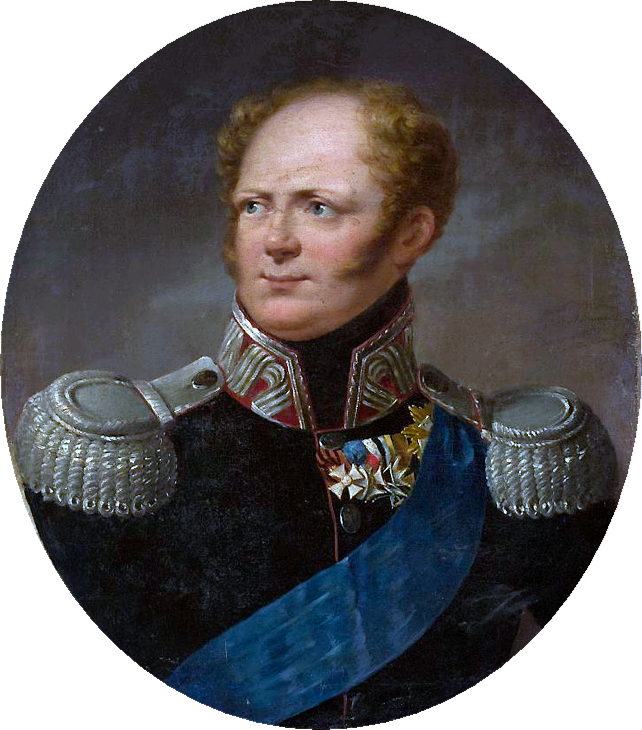
Aleksander I – cesarz Rosji i król Polski

Został on zamówiony przez księcia Konstantego. Był on pomyślany jako pieśń na cześć Aleksandra I Romanowa (1777–1825), będącego jednocześnie królem Polski i cesarzem Rosji.
Tekst pieśni został napisany przez Alojzego Felińskiego, adiutanta Tadeusza Kościuszki. Był on wzorowany na angielskim hymnie królewskim. Pierwotny tekst został opublikowany w „Gazecie Warszawskiej” 20 lipca 1816 roku. Kończył się on słowami „Naszego Króla zachowaj nam Panie”. Melodia pieśni została skomponowana przez Jana Nepomucena Piotra Kaszewskiego.
Prawykonanie hymnu nastąpiło w Warszawie 3 sierpnia 1816 roku. Był to dzień imienin „N. Cesarzowej Marii Teodorówny, matki najukochańszego monarchy naszego”.
Pojawiający się w tytule i refrenie 'Król', odnosił się do cesarza rosyjskiego, który według postanowień kongresu wiedeńskiego i nadanej na ich podstawie Konstytucji z 1815 był konstytucyjnym władcą Królestwa Polskiego. Trzecia zwrotka tytułowała go Aniołem pokoju. Już w roku 1817 nieoficjalnie zaczęto śpiewać refren ze słowami Naszą ojczyznę racz nam wrócić, Panie.
Po I wojnie światowej utwór stracił pozycję oficjalnego hymnu państwowego na rzecz Mazurka Dąbrowskiego (ostatecznie od roku 1927), zmieniono tekst, usuwając adnotacje monarchistyczne. Pieśń do dziś, w zmienionej wersji i ze zmienioną melodią (na melodię pieśni katolickiej Serdeczna Matko), wciąż jest często odśpiewywana w kościołach podczas mszy świętych i nabożeństw. Pieśń ta przez wielu traktowana jest jako nieoficjalny polski hymn narodowy (Boże, coś Polskę).

## Tekst
Boże, coś Polskę przez tak liczne wieki
Otaczał blaskiem potęgi i chwały
I tarczą swojej zasłaniał opieki
Od nieszczęść, które przywalić ją miały.
Przed Twe ołtarze zanosim błaganie,
Naszego Króla zachowaj nam Panie!
Tyś, coś ją potem tknięty jej upadkiem
Wspierał walczącą za najświętszą sprawę
I chcąc świat cały mieć jej męstwa świadkiem
Wśród samych nieszczęść pomnożył jej sławę.
Przed Twe ołtarze zanosim błaganie,
Naszego Króla zachowaj nam Panie!
Ty, coś na koniec nowymi ją cudy
Wskrzesił i sławne z klęsk wzajemnych w boju
Połączył z sobą dwa braterskie ludy
Pod jedno berło Anioła pokoju.
Przed Twe ołtarze zanosim błaganie,
Naszego Króla zachowaj nam Panie!
Wróć nowej Polsce świetność starożytną
I spraw niech pod Nim szczęśliwą zostanie
Niech zaprzyjaźnione dwa narody kwitną
I błogosławią Jego panowanie.
Przed Twe ołtarze zanosim błaganie,
Naszego Króla zachowaj nam Panie!